# Traktor Arena
La Traktor Arena (en russe : Трактор арена) est une patinoire de Tcheliabinsk en Russie. Elle a été construite en 2009.
Elle accueille notamment l'équipe de hockey sur glace du Traktor Tcheliabinsk de la Ligue continentale de hockey. La patinoire a une capacité de 7500 spectateurs.

## Évènements
- 5e Match des étoiles de la Ligue continentale de hockey